# Långholmen (i Kullasjön, Raseborg)
Långholmen är en ö i Finland. Den ligger i sjön Kullasjön och i kommunen Raseborg i den ekonomiska regionen  Raseborg  och landskapet Nyland, i den södra delen av landet, 80 km väster om huvudstaden Helsingfors. Öns area är 1,1 hektar och dess största längd är 150 meter i öst-västlig riktning.